# NGC 6509
NGC 6509 é uma galáxia espiral barrada (SBcd) localizada na direcção da constelação de Ophiuchus. Possui uma declinação de +06° 17' 14" e uma ascensão recta de 17 horas, 59 minutos e 25,3 segundos.
A galáxia NGC 6509 foi descoberta em 20 de Julho de 1879 por Édouard Jean-Marie Stephan.